# Адансония Грандидье
Адансо́ния Грандидье́ (лат. Adansōnia grandidiēri) — один из шести видов адансоний (баобабов), растущих на Мадагаскаре, эндемик острова.
Адансония Грандидье — самый крупный и распространённый вид мадагаскарских адансоний, находится под угрозой исчезновения. 

## Название
Вид был описан в 1893 году французским врачом и ботаником Анри Эрнестом Байоном и назван им в честь другого французского ботаника — путешественника и исследователя Мадагаскара Альфреда Грандидье, упоминавшего об этом растении.

## Описание
Адансония Грандидье имеет массивный ствол высотой 20—25 м, на самом верху расположены ветви с 5—7-пальчатыми листьями, длиной около 10 см. Издалека растение напоминает дерево с корнями вверху. В ноябре—декабре созревают плоды с семенами, содержащие до 39 % масла.

## Распространение и экология
Вид произрастает в Западном Мадагаскаре, в основном в районе города Мурундава, озёр Моромбе и Беребока, у русел пересыхающих рек и водоёмов.

## Фотографии

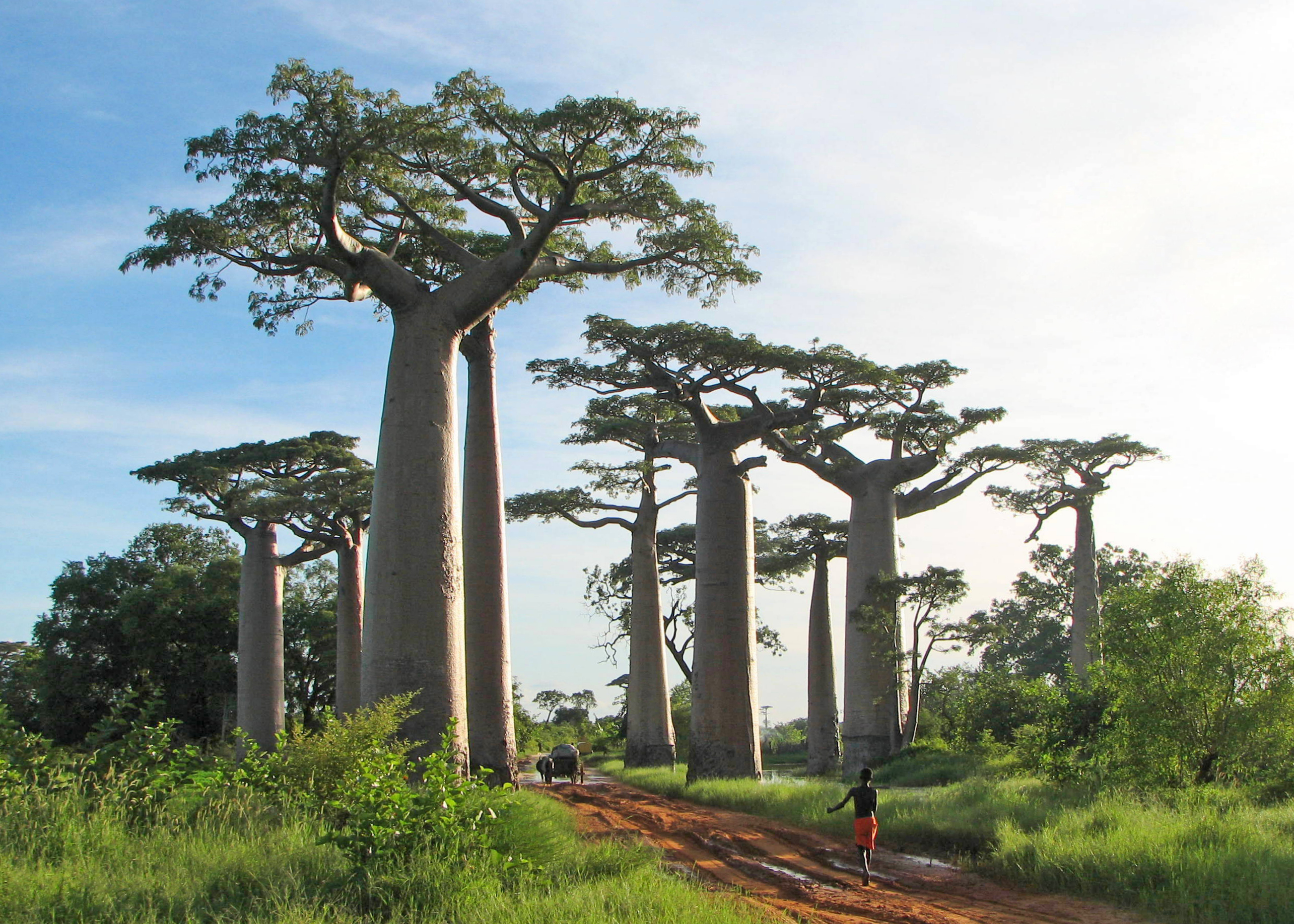
Аллея баобабов
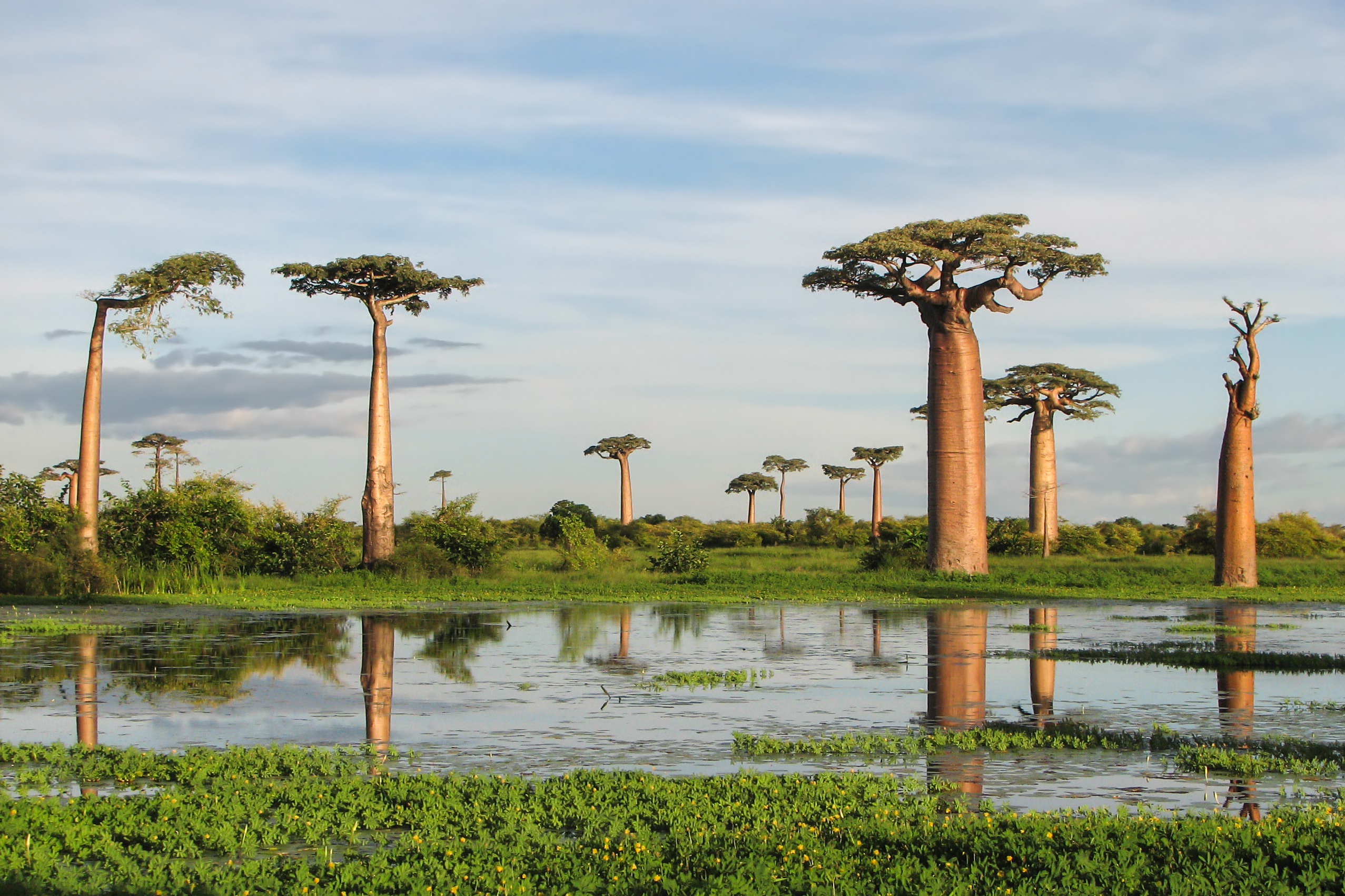
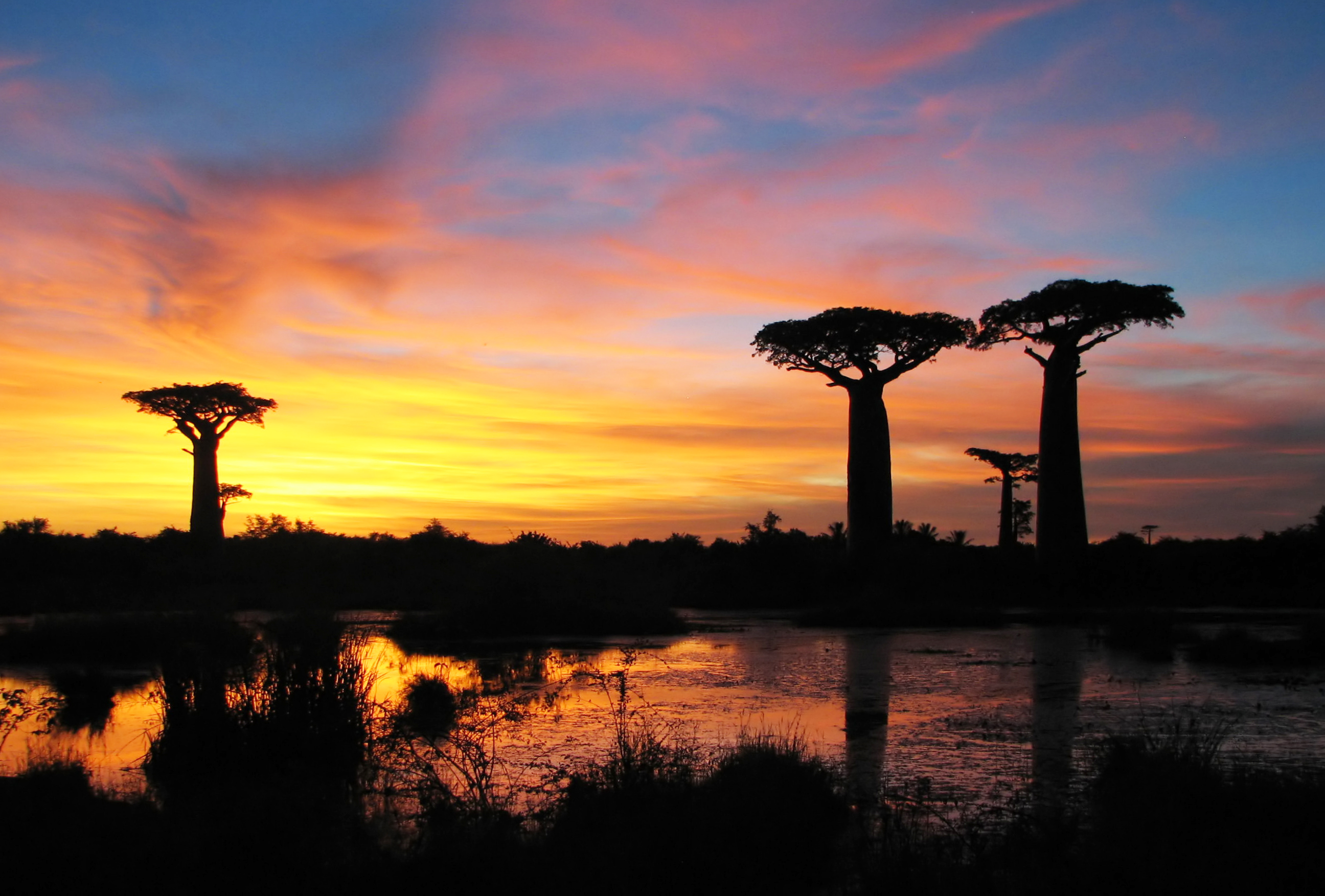
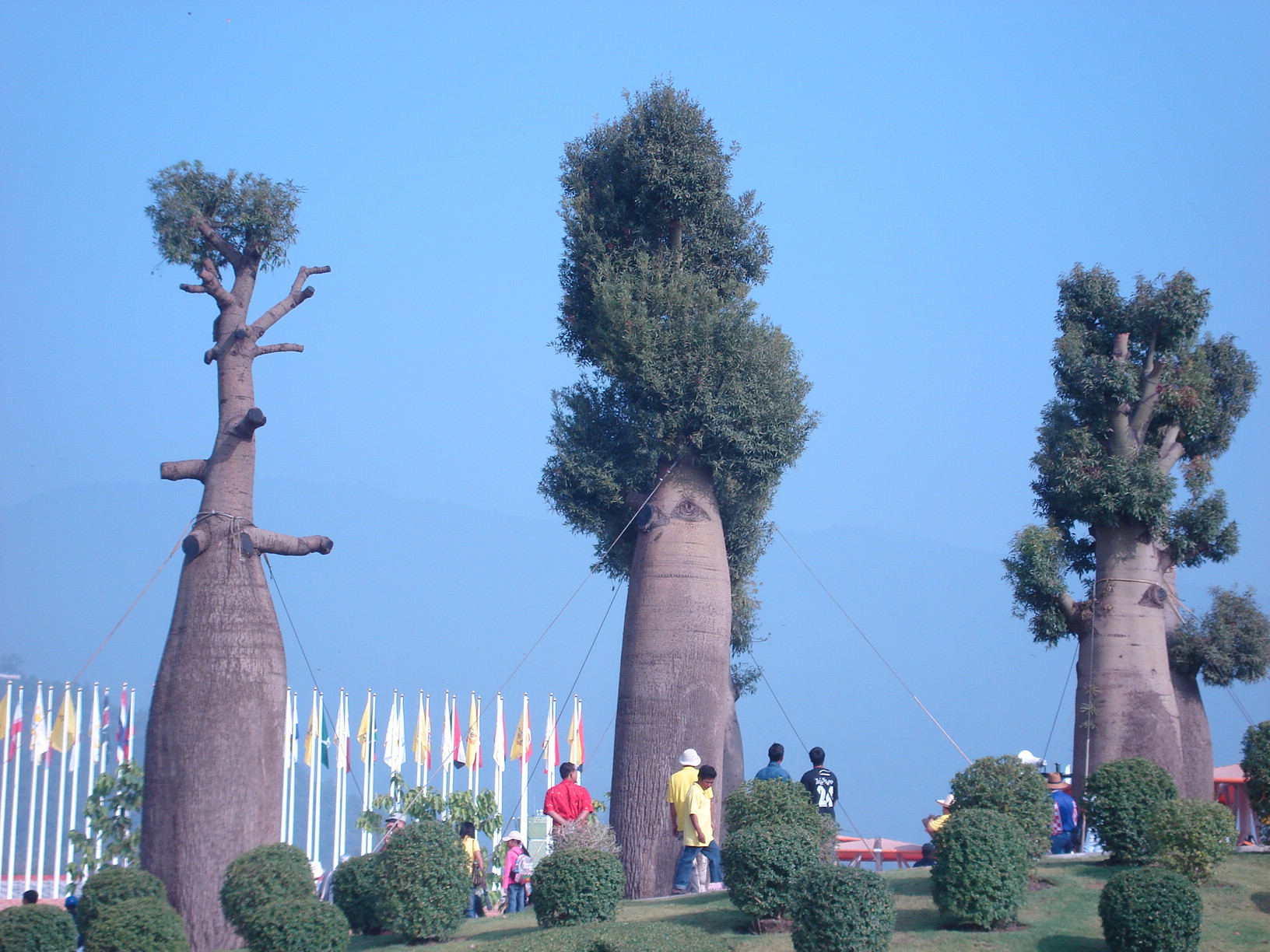